# Rudolf Swoboda
Rudolf Swoboda (Viena, 4 de outubro de 1859 – 24 de janeiro de 1914) foi um pintor orientalista austríaco, algumas vezes chamado de "O Jovem", de forma a diferenciá-lo de seu tio, Rudolf, o Velho, também artista.

## Biografia
Depois de concluir o ensino médio em 1875, Swoboda estudou na Escola de Artes Aplicadas com Ermenegildo Donadini e Ferdinand Laufberger, entre outros, e, entre os anos de 1878 e 1884, na Academia de Belas Artes de Viena, com seu tio, Leopold Carl-Müller, de quem herdou o interesse pela arte orientalista, sedimentado graças a uma visita que fez a seu tio no Egito, no ano de 1879, visita esta que marcou a primeira das seis que faria ao país, entre 1880 e 1891.
Em 1885, Swoboda conheceu a Rainha Vitória, a quem foi apresentado pelo respeitado artista da corte, Heinrich von Angeli.
Na primavera daquele mesmo ano, recebeu dela uma encomenda: pintar oito retratos das cabeças de um grupo de artesãos indianos que tinha sido trazido a Windsor para comparecerem à exposição "Colonial and Indian", em Londres — uma demonstração do poder imperial britânico, que coincidiu com o Jubileu de Ouro da Rainha, e cujo tema era a cultura e o comércio coloniais. Embora os organizadores da exposição tenham dito que tais artesãos eram representantes de aldeias indianas, na verdade eram prisioneiros, trazidos da prisão de Agra, local em que haviam aprendido o ofício de artesãos graças a uma política prisional vigente. Durante a exposição, eles demonstraram seu trabalho retratando, ao vivo, as atividades de uma aldeia indiana onde artesãos criavam artesanato sem qualquer intervenção de produção mecânica.
A Rainha Vitória ficou tão satisfeita com o resultado dos trabalhos de arte produzidos por Swoboda, que decidiu enviá-lo em viagem à Índia, para retratar mais indivíduos. Swoboda viajou ao país em 1886, passando também pelo Afeganistão e Caxemira. Durante a viagem, Swoboda experimentou diferentes vistas de perfil de seus retratados, utilizando vistas frontais ou de perfil a três quartos para alguns deles, e perfis laterais para outros, variando os ângulos de seus olhares. O detalhamento com que o artista registrou as feições provavelmente atendia ao pedido da Rainha, de capturar os "tipos" de diferentes etnias, ao invés de capturar as personalidades individuais de cada um dos retratados.
O resultado final foi uma série de cerca de quarenta pinturas — retratos que ainda se encontram em exposição no corredor Durbar da Osborne House, ex-residência real, à época onde residia a Rainha Vitória, na Ilha de Wight.
Além dos retratos, Swoboda também pintou paisagens rurais indianas, visando despertar os ideais estéticos de seu público vitoriano, cuja nostalgia pelas paisagens pastoris verdejantes inglesas, que antecederam a era industrial, acabou sendo transferida para a maneira como encaravam as áreas rurais em suas colônias.
Em 1888, Swoboda também foi o responsável por retratar Abdul Karim, "o Munshi", criado da Rainha Vitória durante os últimos 15 anos de seu reinado.
Enquanto esteve na Índia, ficou, por algum tempo, com John Lockwood Kipling, conhecendo seu filho, Rudyard Kipling. O jovem Kipling não ficou impressionado com Swoboda, escrevendo para um amigo sobre dois "austríacos maníacos" que pensavam que eram "artistas onipotentes", que procuravam "abraçar todo o leste resplandecente".

## Estilo

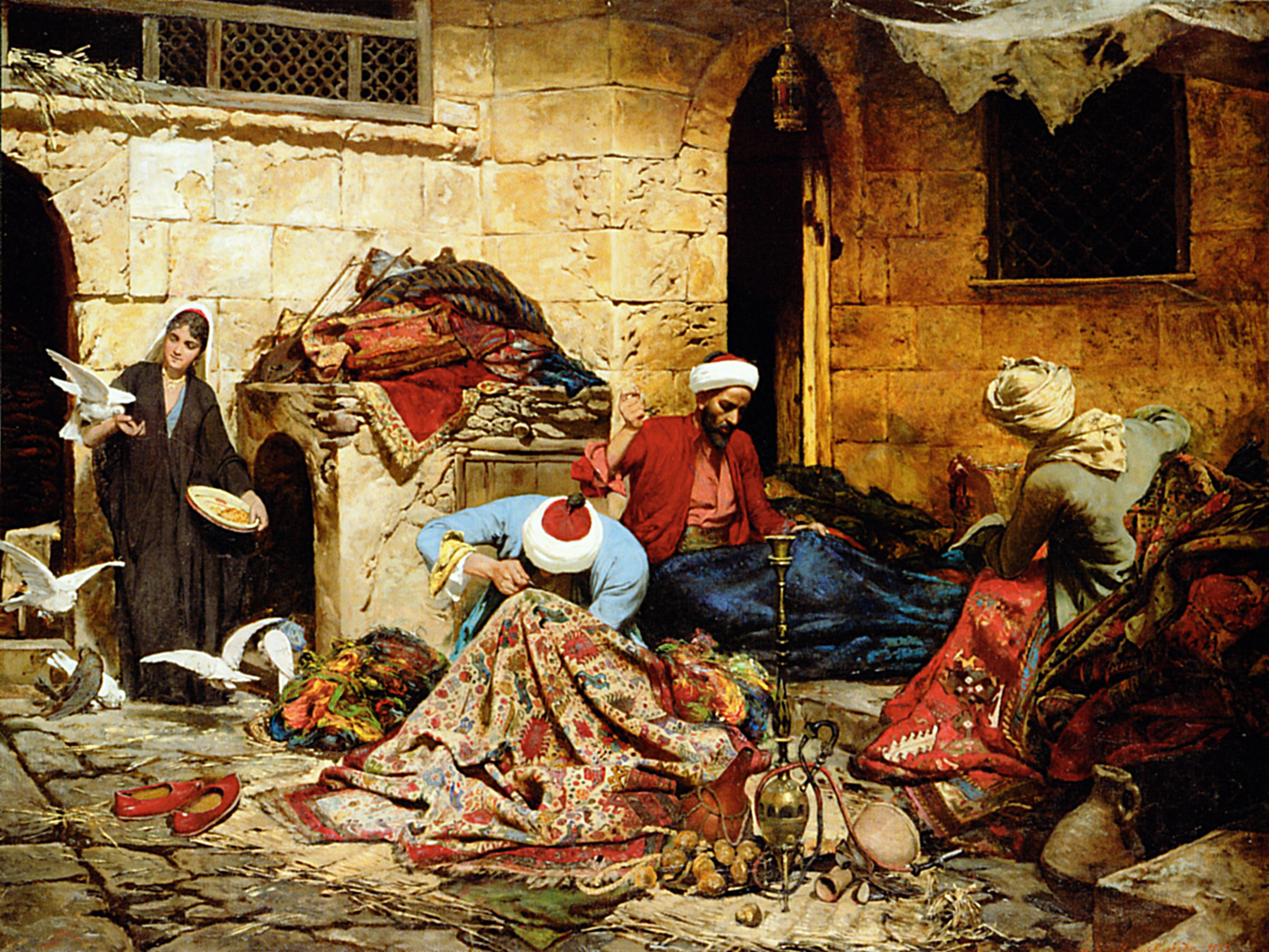
"Reparação dos tapetes", de Rudolf Swoboda

Ao contrário da grande maioria dos artistas orientalistas do final do século XIX, que procuravam pintavam tanto para satisfazer a imaginação do público ocidental, quanto para refletir uma realidade social, as pinturas de Swoboda foram mais baseadas na existência cotidiana das pessoas que ele observou em suas viagens.

A obra-prima orientalista de Swoboda é sua pintura em óleo sobre tela, retratando tapeceiros egípcios, chamada "Reparação dos tapetes", que demonstra uma compreensão extraordinária de textura, luz e cor, muito mais elaboradas do que as pinturas de figuras e retratos mais simples pelos quais ele se tornou mais conhecido.